# كانبور
كانبور (بالأردية: کانپور، وبالهندية: कानपुर، تلفظ: ؛ بالإنجليزية: Kanpur، وبالإنجليزية قبل عام 1948م: Cawnpore) هي أكبر مدينة والعاصمة الصناعية لولاية أتر برديش كما تُعد المقر الإداري لمقاطعة كانبور نكر ومقاطعة كانبور ديهات وتقسيم كانبور. وتأتي في المرتبة الثانية عشر لأكثر المدن سكانًا في الهند والمركز الصناعي الرئيس في ولاية أتر برديش.
وهي واحدة من أقدم البلدات الصناعية في شمال الهند. وتحتوي على مساحة حضرية تزيد على 450 كيلومتر مربع ويبلغ عدد سكانها حوالي 3 ملايين نسمة. وتنقسم إداريًا إلى 6 مناطق و110 دائرة ويبلغ متوسط عدد السكان في كل دائرة ما بين 19000 و26000.
وعلى مدى السنوات الماضية، أصبحت المدينة مركزًا هامًا لصناعة النسيج والجلود والإلكترونيات والمواد الكيميائية والتصنيع الغذائي والسيارات والاتصالات والعقارات وتكنولوجيا المعلومات والفضاء والصناعات الهندسية والصناعات الثقيلة. كذلك تطورت المدينة وأصبحت إحدى المدن الصناعية الرئيسة في السنوات الماضية. وتم إنشاء العديد من المراكز التجارية ودور عرض سينمائي والعقارات والمناطق ومكاتب الشركات. كما تتميز المدينة بالمنازل ذات الطابق الواحد. وحوالي 50% من سكان المدينة يعيشون في منازل من طابق واحد.

## معلومات جغرافية
إحداثيات المدينة هي 26.4670 درجة شمالاً و80.3500 درجة شرقًا. واقتطعت حكومة ولاية أتر برديش المقاطعة الجديدة لكانبور ديهات من المقاطعة القديمة كانبور الزراعية. وتُعتبر كانبور، جنبًا إلى جنب مع الله آباد وفاتحبور، جزءًا من دوآب السفلى، التي كانت تُعرف في العصور القديمة باسم بلدة فاتسا. ويحيط بالمدينة نهران رئيسان في الهند، وهما نهر الغانج في الشمال الشرقي ونهر جمنة في الجنوب. والمقاطعات المحيطة بكانبور هي حميربور في الجنوب وأوناو في الشمال الشرقي. وتقع المنطقة القاحلة بوندلخاند جنوب كانبور مباشرة. وتقع مقاطعة كانبور جنبًا إلى جنب مع مقاطعة كانبور ديهات بين منطقة الدوآب الخصيبة لنهري الغانج وجمنة. ويرسم نهر يمونا الحدود بين منطقتي أفداه وبوندلخاند. وتأتي مدينة كانبور أسفل سهول نهر الغانج الهندية. وهناك مرافق لمياه الشرب النقية. وتأتي المياه من مدينة كانبور عبر بارجة نهر الغانج وهناك العديد من محطات الضخ لتوفير المياه للمزارعين لزراعة المحاصيل. وتقع مدينة كانبور على الجانب الأيسر لنهر الغانج والجانب الأيمن ومقاطعة شوكلاغانج التي تُعتبر إحدى مقاطعات أوناو ولكنها تُعد أيضًا جزءًا من كانبور.

## وصلات خارجية
- Kanpur city portal نسخة محفوظة 3 مارس 2016 على موقع واي باك مشين.
- Kanpur Dehat portal
- Kanpur City Latest Updates
- Kanpur Satellite Map
- Kanpur public portal